# 1874 au Québec
Cet article traite des événements survenus en 1874 au Québec. 

## Événements

### Janvier
- 7 janvier :
  - l'archevêque de Québec, Elzéar-Alexandre Taschereau, adresse une circulaire à son clergé lui demandant de ne pas attirer les haines politiques pendant les campagnes électorales[1].
  - le premier ministre canadien, Alexander Mackenzie, annonce des élections générales pour le 22 janvier.
  - le conservateur Théodore Robitaille démissionne de son poste de député provincial de Bonaventure, à la suite de l'abolition du double mandat[2].
- 8 janvier : la deuxième session de la 2e législature reprend à l'Assemblée législative.
- 13 janvier : lors de son discours du budget, Joseph Gibb Robertson, trésorier, annonce des dépenses d'un peu plus de 1 400 000 $ pour l'année en cours[3].
- 19 janvier : Wilfrid Laurier démissionne de son poste de député de Drummond-Arthabaska pour se présenter à l'élection fédérale.
- 21 janvier : les conservateurs Joseph-Édouard Cauchon et Hector-Louis Langevin démissionnent de leurs postes de députés provinciaux à la suite de l'abolition du double mandat[2].
- 22 janvier : le Parti libéral d'Alexander Mackenzie remporte l'élection générale avec 133 députés élus. Les conservateurs de John A. Macdonald obtiennent 73 députés. Au Québec, le résultat est de 33 libéraux et 32 conservateurs[4].
- 28 janvier : la session parlementaire est prorogée.

### Février
- 6 février : le libéral Charles Alexander (en) est élu sans opposition dans Montréal-Centre[2].
- 11 février : le conservateur Auguste-Réal Angers remporte l'élection partielle de Montmagny[2].

### Mars
- 13 mars : le conservateur Louis-Gustave Martin remporte l'élection partielle de Montcalm[2].
- 30 mars : dans son éditorial, le quotidien de Québec L'Événement critique l'intention du gouvernement Ouimet de rénover les anciennes casernes des Jésuites du Vieux-Québec afin d'y emménager l'Assemblée législative et le Conseil législatif[5].

### Avril
- 9 avril : à Ottawa, le député Mackenzie Bowell présente une motion demandant l'expulsion du député manitobain Louis Riel[6].
- 15 avril : Louis Riel est expulsé de la Chambre des communes par 123 voix contre 68[6].
- 16 et 17 avril : les conservateurs Rémi-Ferdinand Rinfret (en) et Pierre-Vincent Valin remportent les élections partielles de Québec-Centre et Québec-Est[2].

### Mai
- 4 mai : Owen Murphy succède à Pierre Garneau à la mairie de Québec.
- 30 mai : le conservateur Alexander Cameron (en) remporte l'élection partielle de Huntingdon[2].

### Juin

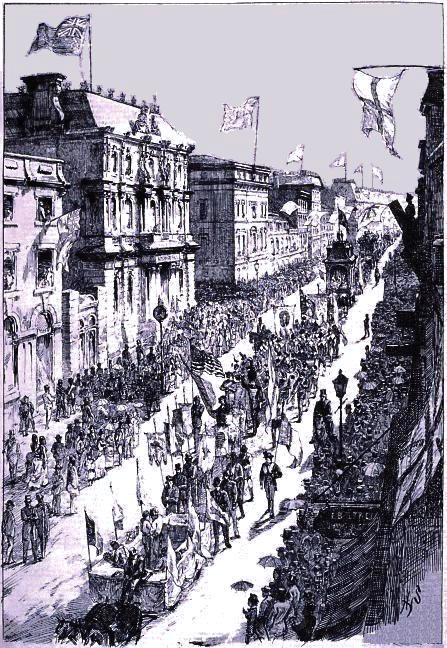
Fête Nationale 24 juin 1874 à Montreal

- 24 juin : l'ancien maire Charles-Joseph Coursol organise à Montréal une grande fête de la Saint-Jean-Baptiste rassemblant 18 000 Canadiens français éparpillés en Amérique du Nord[7].
- 27 juin : un arrêté ministériel autorise l'échange du terrain des Tanneries contre celui de la ferme Leduc. Cet échange sera bientôt à l'origine du scandale des Tanneries qui fera tomber le gouvernement Ouimet.

### Juillet
- 16 juillet : le Montreal Herald dévoile l'affaire des Tanneries. Le gouvernement a approuvé l'échange d'un terrain près de Montréal nommé Les Tanneries contre un autre terrain de valeur moindre, la ferme Leduc. Il semble que le terrain des Tanneries valait 200 000 $ alors que celui de la Ferme Leduc ne valait que 40 000 $[2].
- 21 juillet : les libéraux et les conservateurs participent à une assemblée publique face à l'église des Tanneries pour y discuter de la transaction[8].
- 27 juillet :
  - Le Bien public révèle qu'un pot-de-vin aurait été versé à un membre du Parti conservateur afin qu'il pousse à valider la transaction[8].
  - trois mille personnes rassemblées à Montréal-Est signent une résolution condamnant l'échange des Tanneries[9].
- 30 juillet : George Irvine, procureur général du gouvernement, annonce sa démission[2].

### Août
- 4 août : le libéral Sixte Coupal dit la Reine remporte l'élection partielle fédérale de Napierville à la suite de la démission d'Antoine-Aimé Dorion.
- 5 août : John Jones Ross démissionne à son tour comme orateur du Conseil législatif et comme membre du gouvernement[2].

### Septembre

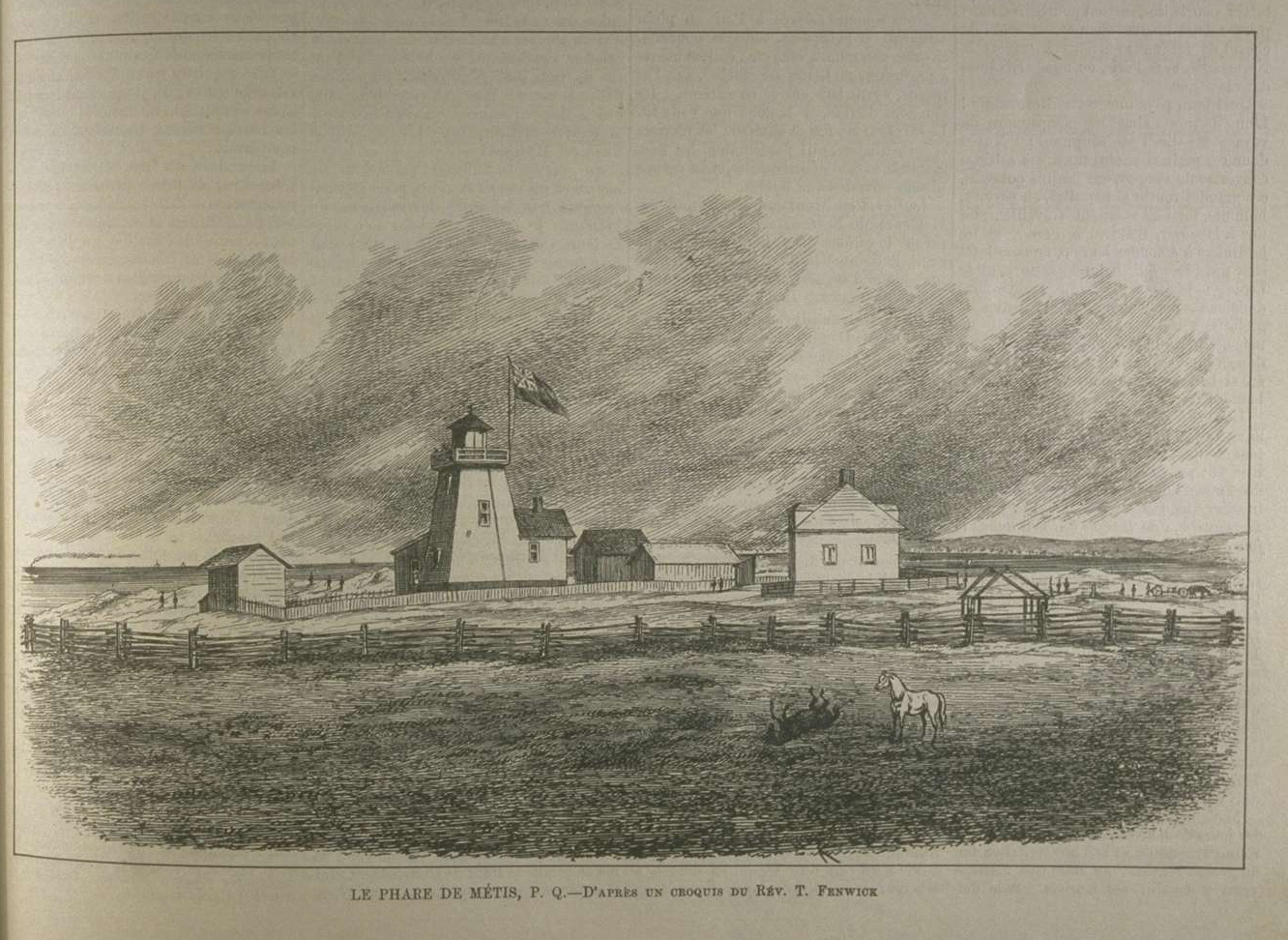
Premier phare à Métis-sur-mer

- 7 septembre : Joseph Gibb Robertson et Pierre Fortin, respectivement trésorier de la province et commissaire des Terres de la Couronne, annoncent à leur tour leur démission[2].
- 8 septembre : Gédéon Ouimet annonce sa démission comme premier ministre et comme chef du Parti conservateur. Le lieutenant-gouverneur René-Édouard Caron a la charge de demander à un autre élu de former un nouveau gouvernement[2].
- 22 septembre : un gouvernement formé par Charles-Eugène Boucher de Boucherville est assermenté. Comme le nouveau premier ministre est membre du Conseil législatif et ne peut siéger à l'Assemblée législative, son solliciteur général, Auguste-Réal Angers, est chargé de le représenter. Robertson reprend son poste à la trésorerie et Pierre Garneau devient le nouveau commissaire de l'Agriculture et des Travaux publics. Les anciens ministres Louis Archambeault et Joseph-Adolphe Chapleau, soupçonnés d'avoir trempé dans l'affaire des Tanneries, ne sont pas rappelés[2].

### Octobre
- 1er octobre : Québec fête avec faste les 200 ans de l'érection de son diocèse[10].
- 3 octobre : le nouveau commissaire des Terres de la Couronne, Henri-Gédéon Malhiot, est élu sans opposition dans Trois-Rivières[2].
- 5 octobre : les ministres Garneau et Angers sont réélus sans opposition dans Québec-Comté et Montmorency[2].
- 13 octobre : au Manitoba, Joseph-Adolphe Chapleau représente le chef métis Ambroise Lépine lors de son procès. Celui-ci est accusé d'avoir tué Thomas Scott en 1869[11].
- 18 octobre : Antoine Racine devient le premier évêque de Sherbrooke[12].
- 26 octobre :
  - Ambroise Lépine est reconnu coupable et condamné à être pendu. Il sera cependant gracié quelques mois plus tard[13].
  - le procureur général du gouvernement De Boucherville, Levi Ruggles Church, est élu sans opposition lors de l'élection partielle de Pontiac[2].

### Novembre
- 2 novembre : une assemblée publique se tient à Montréal pour protester contre la sentence de mort donnée à Ambroise Lépine[11].
- 4 novembre : le libéral Lemuel Cushing remporte l'élection partielle fédérale d'Argenteuil à la suite de la démission de John Joseph Caldwell Abbott.
- 21 novembre : le Conseil privé de Londres rétablit le jugement de la Cour supérieure autorisant la fabrique à inhumer dans un cimetière catholique Joseph Guibord, un membre excommunié de l'Institut canadien de Montréal mort en 1869. L'évêque de Montréal, Ignace Bourget, fait savoir qu'il n'accepte pas ce jugement[14]. (L’affaire Guibord)

### Décembre
- 3 décembre : ouverture de la quatrième session de la 2e législature. Les premiers débats portent sur l'affaire des Tanneries et sur les solutions pour la régler[15].
- 4 décembre : le libéral Henry Aylmer est réélu député fédéral de Richmond—Wolfe.
- 9 décembre : le député conservateur fédéral de Berthier Anselme Homère Pâquet est nommé au Sénat à Ottawa.
- 10 décembre : le conservateur Louis François Georges Baby est réélu député fédéral de Joliette, tandis que le libéral Frederick Mackenzie est réélu député fédéral de Montréal-Ouest face au candidat Thomas White Junior.
- 18 décembre : la session est ajournée.
- 30 décembre : le libéral Amable Jodoin est réélu député fédéral de Chambly face au conservateur Pierre-Basile Benoit.

## Naissances
- Jean-Baptiste Lafrenière (musicien) († 4 janvier 1912)
- 15 mars - Eugène Fiset (lieutenant-gouverneur du Québec) († 8 juin 1951)
- 30 juillet - Joseph-Édouard Perrault (homme politique) († 13 juin 1948)
- 1er octobre - Arthur Sauvé (homme politique) (6 février 1944)
- 25 octobre - Philémon Cousineau (homme politique) († 3 mars 1959)
- 8 novembre - Olivar Asselin (journaliste) († 18 avril 1937)
- 10 décembre - Joseph-Jean-Baptiste Hallé (personnalité religieuse) († 7 octobre 1939)

## Décès
- 9 mars - Joseph Casavant (homme d'affaires) (º 23 janvier 1807)
- 21 mars - Thomas Sanders (en) (homme politique) (º 4 juillet 1836)
- 18 juin - Edwin Atwater (homme d'affaires) (º 14 septembre 1808)
- 3 août - Charles Laberge (journaliste) (º 21 octobre 1827)
- 22 décembre - Étienne Parent (homme politique et journaliste) (º 2 mai 1802)

### Articles généraux
- Chronologie de l'histoire du Québec (1867 à 1899)
- L'année 1874 dans le monde

### Articles sur l'année 1874 au Québec
- Élection fédérale canadienne de 1874
- Gouvernement Charles-Eugène Boucher de Boucherville (1)
- Affaire des Tanneries